# Mystery of Love
"Mystery of Love" é uma canção composta e interpretada por Sufjan Stevens para o filme Call Me by Your Name (2017). Lançada na trilha sonora da obra cinematográfica em 3 de novembro de 2017 e, em seguida, de forma independente em 1 de dezembro, o videoclipe foi divulgado em 4 de janeiro de 2018 e destaca o Museu Arqueológico Nacional de Nápoles.
A canção de Stevens foi indicada a inúmeros prêmios, incluindo o Oscar de melhor canção original na edição de 2018.